# Luís Carlos Correia Pinto
Luís Carlos Correia Pinto znany również jako Luisinho (ur. 5 maja 1985 w Porto) – portugalski piłkarz występujący na pozycji obrońcy lub pomocnika. Zawodnik klubu SD Huesca.

## Kariera
Luisinho karierę rozpoczynał w 2003 roku w czwartoligowym zespole SC Vila Real. W 2005 roku przeszedł do rezerw zespołu SC Braga. W 2006 roku odszedł zaś do trzecioligowego Moreirense FC. Po roku spędzonym w tym klubie, w połowie 2007 roku przeniósł się do drugoligowego Rio Ave FC. Na początku 2008 roku wrócił jednak do Moreirense. W 2009 roku Luisinho przeszedł do drugoligowego CD Aves, gdzie spędził dwa lata.
W 2011 roku Luisinho odszedł do FC Paços de Ferreira z Primeira Liga. W lidze tej zadebiutował 14 sierpnia 2011 roku w przegranym 1:2 pojedynku z Vitórią Setúbal, w którym strzelił także gola. Przez rok w barwach Paços de Ferreira rozegrał 28 spotkań i zdobył jedną bramkę.
W 2012 roku Luisinho podpisał kontrakt z Benfiką, także grającą w Primeira Liga.